# Gaspard Thaumas de la Thaumassière
Gaspard Thaumas de la Thaumassière (* 1631 in Sancerre; † 14. Juli 1702 in Bourges) war ein französischer Rechtsberater (jurisconsulte), Historiker und Numismatiker. Er war Junker, Herr von Puy Ferrand und Advokat im Parlement.
Ausgebildet wurde er von Pierre d’Hardivilliers, Doktor der Rechte an der Universität Bourges, Advokat im Parlement sowie Erzbischof von Bourges (1639–1649).

## Werke
- eine Ausgabe der Assisen von Jerusalem
- eine Ausgabe der Coutumes du Beauvoisis von Beaumanoir
- Les anciennes et les nouvelles coutumes locales de Berry et celles de Lorris commentées
- Traité du franc-alleu de Berry, 1667
- Histoire du Berry, 1689–91

## Quelle
- Marie-Nicolas Bouillet, Alexis Chassang (Hrsg.): Gaspard Thaumas de la Thaumassière. In: Dictionnaire universel d’histoire et de géographie. 1878, Wikisource

| Personendaten    | Personendaten                           |
| ---------------- | --------------------------------------- |
| NAME             | Thaumas de la Thaumassière, Gaspard     |
| KURZBESCHREIBUNG | Rechtsberater, Historiker, Numismatiker |
| GEBURTSDATUM     | 1631                                    |
| GEBURTSORT       | Sancerre                                |
| STERBEDATUM      | 14. Juli 1702                           |
| STERBEORT        | Bourges                                 |